# Apristurus albisoma
De Apristurus albisoma is een haai uit de familie van de Pentanchidae.

## Natuurlijke leefomgeving
De haai komt voor in het westen van de Grote Oceaan in de wateren ten zuiden van Nieuw-Caladonië op de hellingen van de onderzeese bergen van de Norfolk en Lord Howe bergkam.
A. acanutus · A. albisoma · A. ampliceps · A. aphyodes · A. australis · A. brunneus · A. bucephalus · A. canutus · A. exsanguis · A. fedorovi · A. gibbosus · A. herklotsi · A. indicus · A. internatus · A. investigatoris · A. japonicus · A. kampae · A. laurussonii · A. longicephalus · A. macrorhynchus · A. macrostomus · A. manis · A. melanoasper · A. microps · A. micropterygeus · A. nasutus · A. parvipinnis · A. pinguis · A. platyrhynchus · A. profundorum · A. riveri · A. saldanha · A. sibogae · A. sinensis · A. spongiceps · A. stenseni